# Casa del Chirurgo
La casa del Chirurgo è una casa di epoca romana, sepolta durante l'eruzione del Vesuvio del 79 e ritrovata a seguito degli scavi archeologici dell'antica Pompei: si tratta di una delle abitazioni più antiche della città e deve il nome al ritrovamento, al suo interno, di numerosi attrezzi chirurgici.

## Storia e descrizione
La casa del Chirurgo fu costruita tra il IV ed il III secolo a.C. e nel corso degli anni subì almeno due grosse ristrutturazioni che portarono anche all'aggiunta di un piano superiore nella parte del quartiere servile; fu quindi sepolta sotto una coltre di lapilli e ceneri durante l'eruzione del Vesuvio del 79 ed esplorata in epoca borbonica a partire dal 1770, quando fu rinvenuta l'area del giardino.
La casa, costruita con la facciata in blocchi squadrati in calcare di Sarno e muri interni ad opera a telaio, presenta il classico schema delle abitazioni romane: superato l'ingresso, che affaccia direttamente sulla strada ed un piccolo corridoio, si arriva direttamente all'atrio, con impluvium in tufo e contornato da numerosi piccoli cubicoli; sul fondo dell'atrio è il tablino, che a sua volta si affaccia direttamente sul giardino, il quale doveva presentare un portico, sostenuto da due pilastri in pietra calcarea. Seguono poi un ingresso secondario ed una serie di ambienti, tra cui quelli servili, che presentavano una cucina con focolare e latrina che doveva essere decorata con un pannello, andato perduto, raffigurante un Genio che versava libagioni su di un altare sostenuto da due serpenti, mentre, in cattive condizioni, si è conservato un affresco raffigurante un larario. Tra le stanze di maggior interesse della casa è un ambiente fenestrato che si affaccia sul giardino, dove si sono conservate diverse pitture, in primo stile all'esterno ed in quarto stile all'interno: tra le opere più rappresentative, una donna mentre dipinge Dioniso su di un quadro retto da un amorino, staccato e conservato al Museo archeologico nazionale di Napoli e un uomo con una tavoletta tra le mani, seduto di fronte a due donne, dipinto molto rovinato. In altre stanze invece si è conservata la pavimentazione eseguita a mosaico, disposto a figure geometriche; durante gli scavi sono stati rinvenuti circa quaranta attrezzi chirurgici, sia in ferro che in bronzo, come sonde, cateteri, forcipi, pinze e bisturi, conservati al museo archeologico napoletano.